# Biophytum fruticosum
Biophytum fruticosum är en harsyreväxtart som beskrevs av Carl Ludwig von Blume. Biophytum fruticosum ingår i släktet Biophytum och familjen harsyreväxter. Utöver nominatformen finns också underarten B. f. papuanum.